# Federico Brito Figueroa
Federico Brito Figueroa (La Victoria, Venezuela, 2 de noviembre de 1921-Caracas, Venezuela, 28 de abril de 2000) fue un historiador y antropólogo marxista venezolano.

## Biografía
Brito fue miembro del Partido Democrático Nacional (PDN, que luego se transformaría en Acción Democrática) desde 1936, y luego de la división de la izquierda, en el Partido Comunista de Venezuela (PCV), junto a Domingo Maza Zabala y Luis Miquilena.
En 1946 ingresa al Instituto Pedagógico Nacional para obtener el título de profesor en Ciencias Sociales. Viaja a México y allí estudia en la Escuela Nacional de Antropología e Historia con Wenceslao Roces y François Chavalier, graduándose como etnólogo y maestro de antropología. Regresa a Venezuela en 1959, luego de la caída de Marcos Pérez Jiménez, e ingresa en la Universidad Central de Venezuela para graduarse como licenciado de Historia y doctor en Antropología. Su tesis doctoral es la conocida obra La estructura económica de Venezuela colonial, escrita en 1963 y publicada en 1978.
«A lo largo de su vida escribe más de 30 libros y es reconocido con innumerables galardones nacionales e internacionales, como el premio Municipal de Prosa; el premio Andrés Bello, mención Historia otorgado por la Asociación de Escritores de Venezuela; el Premio Nacional de Historia de la Academia Nacional de la Historia; y el premio Casa de las Américas por su libro Venezuela siglo XX». (Tomado de Rostros y Personajes de Venezuela, página 245)
Puntos claves de su obra son la esclavitud, el general de la Guerra Federal venezolana Ezequiel Zamora, y la historia económica y social de la colonia.

## Obras
- Ezequiel Zamora. Un capítulo de la historia nacional, Caracas, 1951
- Liberación de los esclavos, Caracas, 1951
- Venezuela, siglo XX, 1967
- La estructura económica de Venezuela colonial, Caracas, 1978
- Tiempo de Ezequiel Zamora, Caracas, 1981
- El problema tierra y esclavos en la historia de Venezuela, Caracas, 1982
- Historia económica y social de Venezuela: Una estructura para su estudio, Caracas, 1979/1987
- La aristocracia del dinero en Venezuela actual (1945 - 1985) tomo I, Barquisimeto, 1986